# Relaciones Estados Unidos-Uzbekistán
Las relaciones Estados Unidos-Uzbekistán son las relaciones diplomáticas entre Estados Unidos y Uzbekistán. Las relaciones uzbekas-estadounidenses comenzaron formalmente cuando Estados Unidos reconoció la independencia de Uzbekistán el 25 de diciembre de 1991 y abrió una embajada en Tashkent en marzo de 1992. Las relaciones entre Estados Unidos y Uzbekistán se desarrollaron lentamente y alcanzó un pico tras la decisión de los Estados Unidos de invadir Afganistán luego de los ataques del 11 de septiembre de 2001. Las relaciones se enfriaron significativamente después de las revoluciones de colores en las antiguas repúblicas  soviéticas: Georgia, Ucrania y Kirguistán en 2003-2005. El gobierno de Uzbekistán trató de limitar la influencia de Estados Unidos y otras organizaciones no gubernamentales extranjeras (ONG) que trabajan en la sociedad civil, la reforma política y los derechos humanos dentro del país.
Las relaciones mejoraron ligeramente en la segunda mitad de 2007, pero los EE. UU. siguen pidiendo a Uzbekistán que cumpla con todos sus compromisos en virtud de la Declaración de Asociación Estratégica de marzo de 2002 entre los dos países. La declaración abarca no solo la seguridad y las relaciones económicas, sino también la reforma política, la reforma económica y los derechos humanos. Uzbekistán tiene la población más grande de Asia Central y es vital para los esfuerzos de Estados Unidos, regionales e internacionales para promover la estabilidad y la seguridad.
Según una encuesta de opinión global de 2002, el 85% de los uzbekos ve a Estados Unidos favorablemente, en comparación con solo el 10% que ve a los Estados Unidos de manera negativa. De acuerdo con el Informe de liderazgo global de EE. UU. de 2012, el 40% de uzbekos aprueba el liderazgo de EE. UU., con un 22% de desaprobación y un 39% de incertidumbre.

## Relaciones bilaterales

### Comercio e inversiones
Las relaciones comerciales están reguladas por un acuerdo comercial bilateral, que entró en vigor el 14 de enero de 1994. Prevé la extensión del estatus comercial de nación más favorecida entre los dos países. El 17 de agosto de 1994, los EE. UU. Concedieron a Uzbekistán la exención de muchos aranceles a las importaciones de EE. UU. En virtud del Sistema Generalizado de Preferencias (estado del SGP). Se firmó un Tratado Bilateral de Inversiones el 16 de diciembre de 1994; ha sido ratificado por Uzbekistán y recibió el consejo y el consentimiento de Senado de los estados unidos en octubre de 2000. Sin embargo, es poco probable que el Tratado de Inversión Bilateral entre en vigencia hasta que Uzbekistán se embarque en una reforma económica. El gobierno está tomando algunos pasos modestos para reducir las restricciones burocráticas en el naciente sector privado.

### Asistencia
La asistencia humanitaria y técnica de los Estados Unidos a Uzbekistán ha disminuido notablemente desde 2004, tanto como resultado de las acciones gubernamentales contra los socios implementadores de los Estados Unidos y las restricciones de la ayuda del Gobierno de los Estados Unidos. Desde su independencia, EE. UU. Ha brindado apoyo técnico a los esfuerzos de Uzbekistán para reestructurar su economía y mejorar su entorno, en la región del Mar de Aral. A través de La Agencia de Estados Unidos de Desarrollo Internacional (USAID) y la Sección de Asuntos Públicos de la embajada, el Gobierno de los Estados Unidos continúa apoyando los intercambios educativos y profesionales y otros programas que ofrecen a los uzbekos la oportunidad de estudiar en los Estados Unidos y establecer contactos profesionales con sus homólogos estadounidenses. Los Departamentos de  Estado y  Defensa brindan asistencia técnica en forma de equipo y capacitación para mejorar el control de Uzbekistán sobre sus fronteras y su capacidad para interceptar el movimiento ilícito de narcóticos, personas y bienes , incluyendo posibles armas relacionadas con artículos de destrucción masiva. En el año fiscal 2003, los Estados Unidos proporcionaron aproximadamente $ 87.4 millones en ayuda humanitaria, asistencia técnica, financiamiento militar a militar y apoyo de microcrédito en Uzbekistán. La asistencia de los Estados Unidos aumentó a aproximadamente $ 101.8 millones en el año fiscal 2004, pero se redujo a $ 92.6 millones en el año fiscal 2005. Estos programas fueron diseñados para promover la reforma del mercado y establecer una base para una sociedad abierta, próspera y democrática. Desde 2004, el Secretario de Estado no ha podido certificar que Uzbekistán ha cumplido con sus obligaciones en virtud del Acuerdo Marco Estratégico bilateral de 2002. Como resultado, la asistencia de los Estados Unidos se redujo a aproximadamente $ 20 millones en el año fiscal 2006.

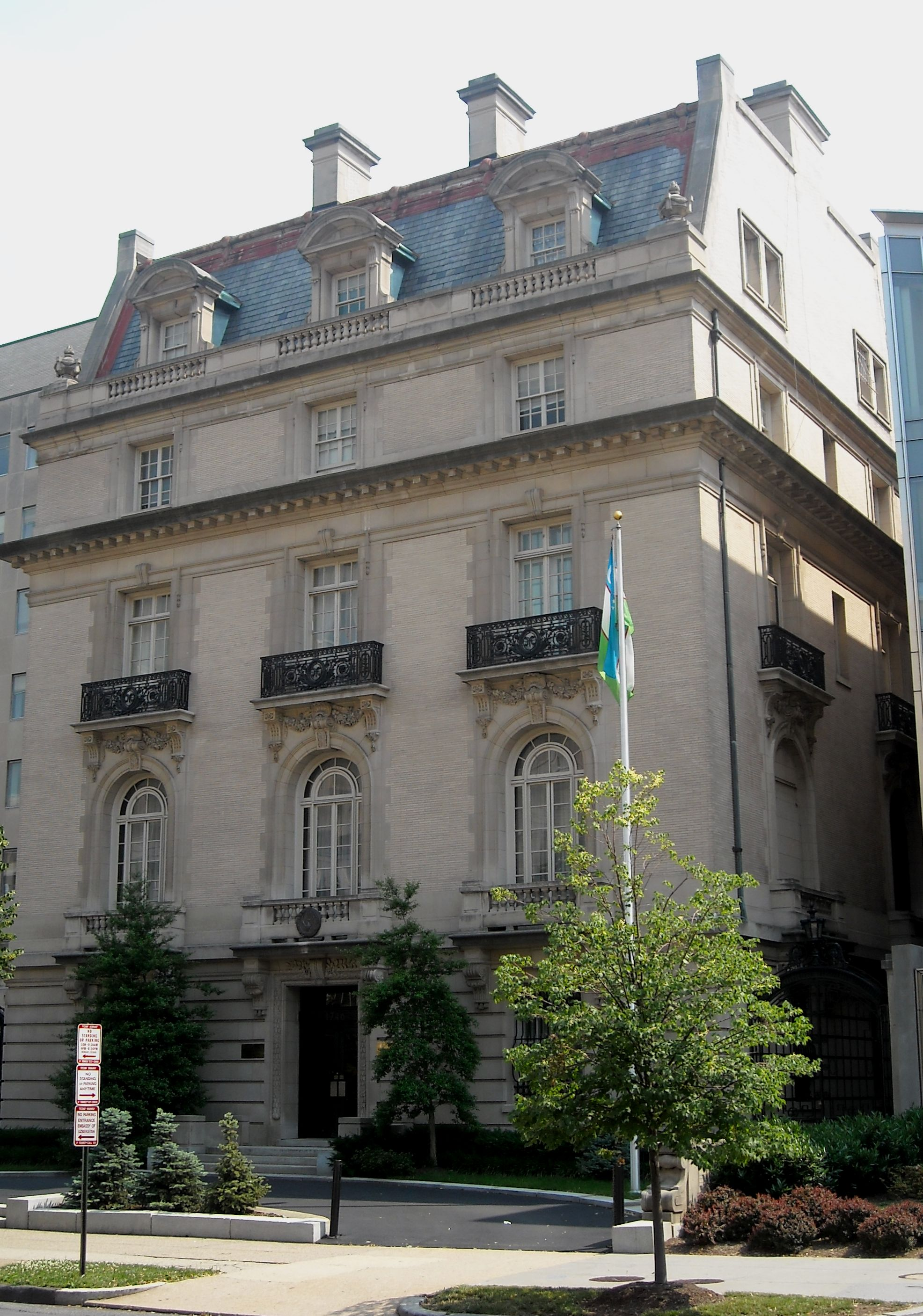
Embajada de Uzbekistán en Washington D. C.

Sin embargo, después de que las rutas de suministro a través de Pakistán se interrumpieron en 2012, la prohibición de la asistencia militar a Uzbekistán se levantó pragmáticamente.
USAID proporciona asistencia técnica y humanitaria. La asistencia técnica a Uzbekistán promueve políticas fiscales y de gestión sólidas, un entorno empresarial propicio, una mayor competitividad del sector agroindustrial, una mayor participación de los ciudadanos en la sociedad civil y la toma de decisiones económicas, una mayor sostenibilidad de los beneficios y servicios sociales, una reducción de los riesgos ambientales para el público salud y otros programas de reforma multisectorial. El programa de salud de USAID / Repúblicas de Asia Central en Uzbekistán se centra en cuatro necesidades principales: la reforma de la atención primaria de salud, VIH / SIDA y el control de enfermedades infecciosas, la reducción de la demanda de drogas y la salud reproductiva, materna e infantil. Los programas están diseñados para desarrollar la capacidad local y promover mecanismos para que los ciudadanos se comprometan con su gobierno local. Los fondos del gobierno de los Estados Unidos también apoyan el trabajo de organizaciones no gubernamentales para prevenir la trata de personas y el cuidado de las víctimas. USAID apoya al Instituto de Nuevas Democracias en iniciativas para fortalecer la protección de derechos humanos.
El personal de Cuerpo de Paz llegó a Uzbekistán en agosto de 1992, y se firmó un acuerdo bilateral para establecer el Cuerpo de Paz en Uzbekistán el 4 de noviembre de 1992. Los primeros voluntarios llegaron en diciembre de 1992. Los voluntarios del Cuerpo de Paz participaron activamente en idioma inglés Inglés enseñanza, desarrollo de pequeñas empresas, salud pública y temas de la mujer. Sin embargo, Uzbekistán no renovó las visas para los voluntarios del Cuerpo de Paz en 2005, lo que puso fin a la presencia del Cuerpo de Paz en el país. Los programas de intercambio administrados por el Departamento de Estado, los intercambios de agricultor a agricultor y el Programa de Capacitación de Pasantías Comerciales en Estados Unidos (SABIT, por sus siglas en inglés) del Departamento de Comercio contribuyen a la expansión de los conocimientos técnicos y apoyan las relaciones bilaterales. Los EE. UU. También ofrecen financiamiento / garantías de exportación y seguros contra riesgos políticos para los exportadores e inversionistas de los EE. UU. A través del Banco de Exportaciones e Importaciones de los EE. UU. Y la Corporación de Inversión Privada en el Exterior (OPIC). Ingresos del Programa de Monetización de Productos Básicos del Departamento de Agricultura está programado para financiar más de 30 proyectos de asistencia al agricultor y desarrollo rural que fueron aprobados conjuntamente por los funcionarios de EE. UU. Y Uzbekistán en 2005. Algunos de los proyectos seleccionados ya están en marcha.

### Era post-Karimov
Las condiciones de [derechos humanos] en Uzbekistán bajo el presidente Shavkat Mirziyoyev han mejorado ligeramente porque quiere asegurar a los inversores, como a los Estados Unidos, que sus inversiones no se verán afectadas negativamente por la inestabilidad política. El gobierno de Uzbekistán ha prometido una mejora de las condiciones de los derechos humanos con una retórica optimista en el escenario internacional a través de la Estrategia de Acción Nacional de 2012-2017, que fue un impulso a las reformas que "prometen mejorar la administración pública, fortalecer las protecciones para los segmentos vulnerables de la población, liberalizar la economía e incrementar la independencia judicial ”. Este plan incluye reformas sociales y económicas porque Mirziyoyev entiende que la liberalización económica debe suceder simultáneamente con la reforma social. Esto no solo muestra la estabilidad de los países occidentales, sino también una disposición a alinearse más con los ideales de los Estados Unidos, lo que hace que sea más fácil para los Estados Unidos justificar una relación económica cercana con Uzbekistán.
Además, Uzbekistán ha demostrado estar dispuesto a liberalizar el país no solo a través de la reforma interna sino también de las visitas diplomáticas. El presidente Mirziyoyev se reunió con Donald Trump el 16 de mayo de 2018 en la Casa Blanca, convirtiéndose en el primer presidente de Uzbekistán en visitar oficialmente los Estados Unidos desde marzo de 2002. El cambio de Mirziyoyev hacia los Estados Unidos se alinea con el objetivo mencionado anteriormente de transformar la economía de Uzbekistán desarrollando una relación sólida con los Estados Unidos. Esto, a su vez, facilitará el proceso de obtención de préstamos en instituciones internacionales como el Banco Mundial debido a la influencia que los Estados Unidos tienen en estas instituciones.
En lo que respecta a la cooperación de seguridad, Mirziyoyev quiere que los Estados Unidos sigan su política exterior hacia Afganistán de aumentar la eficiencia de la seguridad nacional afgana. Con el apoyo de EE. UU., Uzbekistán puede luchar más eficazmente contra terrorismo y  narcotráfico. Aunque hay signos de liberalización, el énfasis de Uzbekistán sigue siendo fijo en la seguridad. Por lo tanto, Uzbekistán debe continuar realizando reformas significativas para que se ajusten a la definición de democracia de los Estados Unidos. Este registro mixto y el lento progreso de la mejora de los derechos humanos se ejemplifican mejor en sus acciones en octubre de 2017: cuando liberó a 5 presos políticos de larga data, pero ese mismo mes también detuvo arbitrariamente a un autor y periodista.

## Relaciones militares
Tras los ataques terroristas 9/11 en los Estados Unidos, Uzbekistán aprobó el EE. UU. El pedido del Comando Central para acceder a una base aérea, el Karshi-Khanabad aeródromo, en el sur de Uzbekistán, para estacionar a 1,500 de sus fuerzas armadas, a cambio de garantías de seguridad y asistencia con su propio  terrorismo interno. A pesar de su historial de derechos humanos, el presidente uzbeko Islam Karimov condenó a Saddam Hussein y apoyó la polémica [guerra de Irak], y siguió permitiendo que EE. UU. ponga tropas en el terreno y utilice la base aérea de Uzbekistán. , K2, para actividades de apoyo y para el despliegue, comando y control de Fuerzas Especiales en todo Afganistán, excepto en la región Khandahar. Sin embargo, Uzbekistán exigió que los Estados Unidos se retiraran de las bases aéreas después de la [masacre de Andijan] y la reacción crítica de los Estados Unidos ante el incidente.
En 2012, Uzbekistán optó por retirarse formalmente de la alianza liderada por Rusia CSTO, lo que llevó a algunos a debatir si tal movimiento indicaba un cambio en su política exterior hacia el Oeste, posiblemente influenciado por su posición estratégica cada vez más vital en Asia Central. y el inminente retiro futuro de OTAN de los vecinos Afganistán. Sin embargo, Uzbekistán sigue siendo parte de la Organización de Cooperación de Shanghái, de la cual tanto Rusia como China forman parte, y de la cual es el único miembro no fundador.

## Visitas diplomáticas

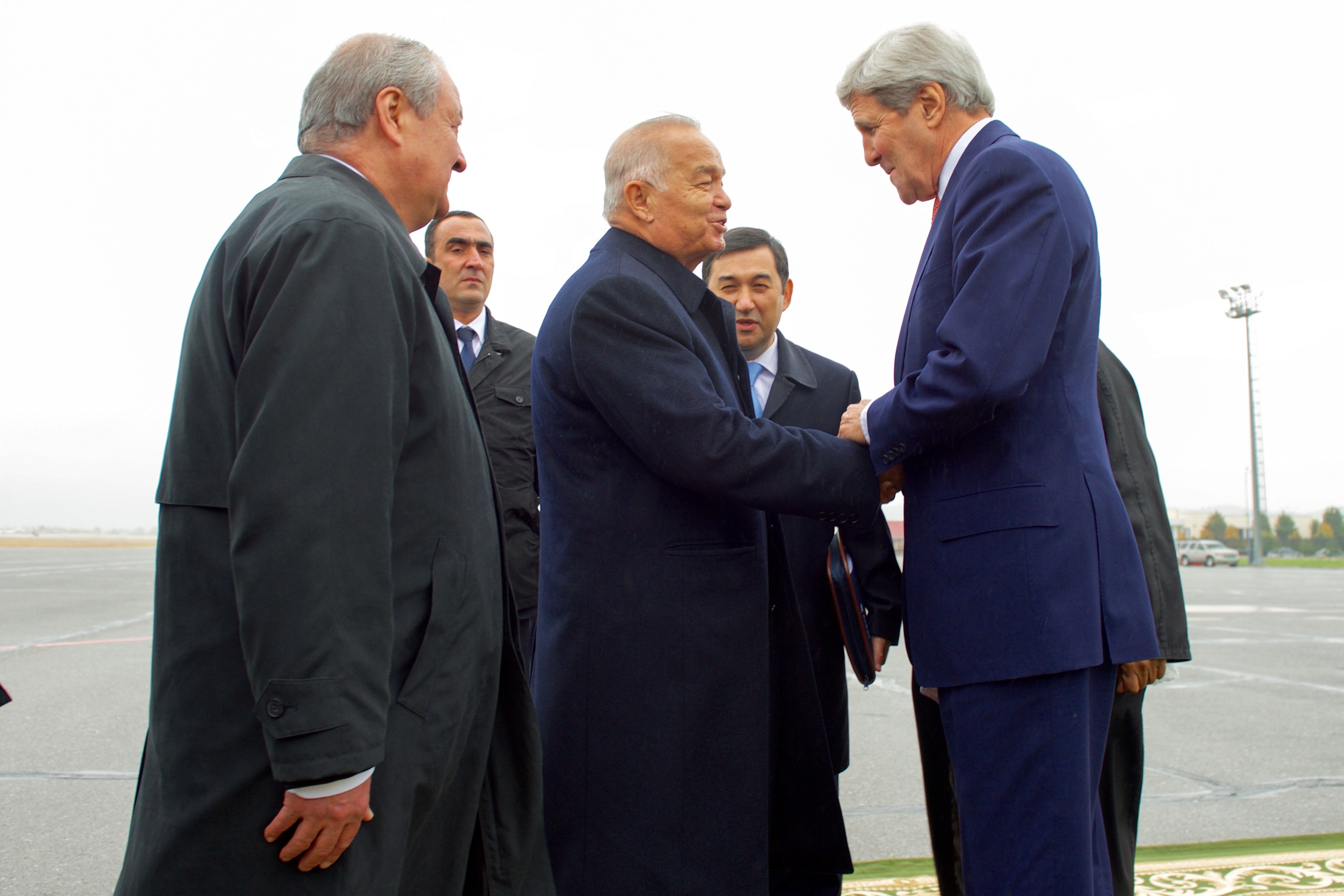
El secretario Kerry le da la mano al presidente Karimov en el Aeropuerto Internacional de Samarcanda en Uzbekistán, 2015

El Secretario de Estado de Estados Unidos James Baker visitó Taskent y Samarcanda el 16 de febrero de 1992 y se reunió con el principal partido de la oposición de Uzbekistán,  Birlik, un año después  la independencia del país de la Unión Soviética. En abril de 2000, la Secretaría de Estado Madeleine Albright visitó Uzbekistán para reunirse con el presidente Karimov, donde discutieron la distinción entre  terroristas musulmanes y pacífica musulmanes. En diciembre de 2001, el Secretario de Estado Colin Powell visitó Uzbekistán para presenciar la reapertura del Puente de la Amistad Afganistán-Uzbekistán. Durante su visita, el Secretario Powell también se reunió con  Ministro de Relaciones Exteriores de Uzbekistán Abdulaziz Komilov y el presidente Karimov para hablar sobre la seguridad de Asia Central. La Secretaría de Estado Hillary Clinton visitó Uzbekistán dos veces durante su mandato, en diciembre de 2010 y octubre de 2011. En noviembre de 2015, el secretario de Estado John Kerry visitó Samarcanda como parte de su gira por Asia Central para reafirmar los lazos multilaterales entre los Estados Unidos y las naciones de Asia Central.
En marzo de 2002, el presidente de Uzbekistán, Islam Karimov, visitó Washington D. C. para reunirse con  EE. UU. Presidente George W. Bush en la Casa Blanca. Los dos presidentes firmaron una "declaración" que mejoraría la seguridad de Uzbekistán y los organismos encargados de hacer cumplir la ley en Uzbekistán.

## Funcionarios de la Embajada de los Estados Unidos
- Embajador — Richard B. Norland
- Secretaría — Patti Hagopian
- Jefe de misión adjunto: Brad Hanson
- Jefe político / económico: Ted Burkhalter
- Oficial de Asuntos Públicos — Carol Fajardo
- Oficial de Gestión — Doug Ellrich
- Cónsul, Rafael Pérez
- Agregado de defensa - LTC Jeff Hartmann
- USAID — James Bonner

## Misiones diplomáticas
La Embajada de los Estados Unidos se encuentra en Taskent. La Embajada de Uzbekistán se encuentra en Fila de la Embajada en Washington D. C..